# Metalessi
La metalessi o metalepsi (dal greco μετάληψις, «trasposizione») è una figura retorica molto rara che consiste in un particolare tipo di metonimia in cui il termine proprio è sostituito non con il suo traslato immediato, ma attraverso una o più metafore intermedie. 

## Definizioni
Secondo Lausberg è una manifestazione della sinonimia e consiste precisamente nell'utilizzare un sinonimo come tropo: nel fare, cioè, una trasposizione di significato, tale da produrre un'improprietà contestuale.
Secondo altri, invece, la metalessi è quel fatto retorico che si ha quando, per comprendere il senso o il significato di quanto è detto o scritto, bisogna passare attraverso uno o più anelli intermedi che vengono omessi:
Quella donna ha passato molte primavere" > primavere = "stagioni" = anni
La metalepsi, rispetto ad un gruppo di parole, può aversi tramite l'utilizzo di una constatazione di fatto per intendere un giudizio di valore: 
"Lei dimentica quanto le è stato dato" = "lei non è riconoscente"
Più in generale, la sostituzione può avvenire anche con altre figure retoriche come la litote, l'allusione, l'ironia.
Esempio
post aliquot aristas
Questa espressione ha il senso di «dopo alcuni anni»: «arista» significa "resta" (di grano). Da "resta" si passa a "spiga", a "grano", a "raccolto", a "estate" ad "anno" attraverso una serie di relazioni sineddochiche (la "resta" è parte della "spiga", e la "spiga" è parte del "grano"; l'"estate" è parte dell'"anno") e metonimiche ("grano" / "raccolto" / "estate").